# カヴィタ・クリシュマン
カヴィタ・クリシュマン（Kavita Krishnan、1973年 - ）は全インド進歩的女性連合(All India Progressive Women's Association; AIPWA)書記 。インド共産党マルクス・レーニン主義派解放派(Communist Party of India (Marxist–Leninist) Liberation;CPI-ML)の月刊誌『解放(Liberation)』の編集者 。2012年インド集団強姦事件の後に女性に対する暴力問題について公言した女性権利運動家。

## 個人的経歴
カヴィタはミル・ナードゥ州にタミル人の両親のもとに生まれ、チャッティースガルのBhilaiで育った 。彼女の父はエンジニアとして鉄工所に勤めており、母は英語教師であった。カヴィタはジャワハルラール・ネルー大学で英文学の修士を取っている。

## 活動歴

### 初期の活動
カヴィタは、ムンバイのセント・ザバーズ大学(St. Xavier's College)のArun Ferreiraが率いる演劇グループの一員となり、街頭演劇や抗議活動に参加した。彼女はジャワハルラール・ネルー大学(JNU)で政治活動家となり、1995年に学生連合の共同書記に選出された。JNU在学中は全インド学生連盟(AISA)のメンバーだった。彼女が活動家に没頭したのはJNUの学生でありAISAのメンバーでもあった学生運動指導者Chandrashekhar Prasadとの出会いによる。1997年3月31日、ビハールのSiwanでChandrashekharがインド共産党マルクス・レーニン主義派（CPI（ML））の指導者Shyam Narayan Yadavと一緒に街頭集会中に殺害された。この事件をきっかけとして、カヴィタはの活動家としての人生を真剣に歩むようになった。カヴィタが共同書記に選出される1年前にJNU学生連合議長だったChandrashekharは、彼女の情熱を認め、彼女に女性の権利のためにフルタイムで働くこと提案した 。カヴィタは抗議の学生がLaloo Yadavの差し向けた男に攻撃された際にも抗議の隊列にいた 。また、彼女は抗議活動に参加した咎で8日間収監された。

### 12月16日抗議行動での役割
インドの首都ニューデリーに住む23歳の女性が強姦・殺人された事件への大規模な抗議の最中に最も影響力のある活動家の一人として出現したカヴィタは、この運動の議論形成に大きく貢献した。デリー政府首班のSheila Dikshit氏の家の外で抗議したスピーチはYoutubeで拡散され、6万回以上再生されている 。この演説、彼女はその時に流行していた保護主義的立場を打破し、女性の自由を要求として明示した、運動の行動方針を提起した 。この中で、また、インドでの強姦の有罪判決率が非常に低いと指摘し、去勢や死刑などの方法は抑止力として作用できないと指摘した。 死刑が強姦の解決策であると主張した。 そして女性の「無条件の自由」、「恐怖なき自由」に基づく議論を強く訴えた。彼女の死刑に関する見解は12月16日の抗議後のレイプに関する議論の中で大きな影響力を持った 。 「恐怖なき自由」の要求は、反レイプの抗議者の結集軸となり、カヴィタの「自由」に関する見解は広く共有された。

### 批判
カヴィタの言論の自由に関する発言は、ダブルスタンダードであるとして批判されている 。また、カヴィタのモディ首相が娘をストーカーしているとの内容のツイッターでのつぶやきが批判されている  。2016年にカヴィタがヒズブル・ムジャーヒディーン戦闘員Burhan Waniの殺害を超法規的殺害と呼んだことは深刻な批判を受けた 。